# La Vega (Liérganes)
La Vega es una localidad del municipio de Liérganes (Cantabria, España). En el año 2008 contaba con una población de 70 habitantes (INE). La localidad se encuentra a 90 metros de altitud sobre el nivel del mar, y a 1,3 kilómetros de la capital municipal, Liérganes.
- Datos: Q5965445